# Напольнівське сільське поселення (Поріцький район)
Напо́льнівське сільське поселення (рос. Напольновское сельское поселение) — муніципальне утворення у складі Поріцького району Чувашії, Росія. Адміністративний центр та єдиний населений пункт — село Напольне.

## Населення
Населення — 1139 осіб (2019, 1359 у 2010, 1719 у 2002).